# 秀珠左錐螺
秀珠左錐螺（学名：Mastonia aegle）为左錐螺科雙珠螺屬下的一个种。